# Juin 1788

## Événements
- 7 juin : « journée des Tuiles » à Grenoble, en soutien du Parlement du Dauphiné et pour le maintien de ses privilèges. Le gouverneur de Dauphiné veut disperser les parlementaires avec des troupes, ce qui déclenche une émeute faisant 3 morts[1].
- 9 juin : création par Joseph Banks de l’Association for Promoting the Discovery of the Interiors Parts of Africa, future Royal Geographical Society[2].
- 14 juin : les notables grenoblois des trois ordres se réunissent à l'Hôtel de Lesdiguières pour réunir les états généraux du Dauphiné.
- 17 juin : les armées de Madhava Râo Sindhia battent le noble moghol Ismail Beg et rétablissent la domination des Marathes sur le nord de l'Inde. Le 2 octobre, Sindhia occupe Delhi et restaure l'empereur moghol Shah Alam II sur son trône, qui avait été renversé et aveuglé par le chef afghan Ghulam Qadir[3].
- 20 juin : abolition du servage au Danemark (Réforme de Bernstorff)[4]. Les anciens tenanciers accèdent à la propriété, et participent au partage des communaux. La société féodale évolue vers une société de classe fondée sur la plus ou moins grande possession foncière.
- 21 juin : entrée en vigueur de la Constitution des États-Unis d'Amérique[5].
  - Le New Hampshire ratifie la Constitution des États-Unis d'Amérique et devient le neuvième État des États-Unis.
  - Neuf États sur treize approuvent la Constitution. La classe politique se scinde en deux partis, celui des républicains-démocrates (Madison, Jefferson, Monroe), qui veulent une république décentralisée, et celui des fédéralistes (Washington, Hamilton, Adams), partisans d’un pouvoir fédéral fort.
  - La Constitution sert les intérêts de l’élite fortunée (3 % de la population), mais fait également des gestes en faveur des petits propriétaires (1/3 de la population), les ouvriers et artisans des villes et des fermiers aux revenus modestes pour s’assurer du soutien le plus large. Cette base forme en outre un rempart efficace contre les Indiens, les Noirs et les Blancs pauvres.
- 25 juin : la Virginie ratifie la Constitution et devient le dixième État des États-Unis.
- 28 - 29 juin : bataille de l'embouchure du Dniepr. Souvorov bat les Turcs à Kinbourn et sur le Rimnik[6]. Occupation de la Moldavie par les Russes (fin en 1792) qui étendent leur protectorat sur la Moldavie et la Valachie.
- 29 juin : Ferdinand Ier cesse de présenter la haquenée au Saint-Siège, symbole de l'hommage du royaume de Sicile au pape[7].

## Naissances
- 18 juin :
  - Karl Sigismund Kunth (mort en 1850), botaniste allemand.
  - Ernesta Legnani, graveuse et peintre italienne († 13 novembre 1859).
- 24 juin : Albert Prisse, militaire, ingénieur, diplomate et homme d’État belge († 22 novembre 1856).

## Décès
- 21 juin : Johann Georg Hamann, écrivain allemand (Königsberg, 1730-Münster, 1788).